# Scheenplaatschildpadden
Scheenplaatschildpadden (Podocnemididae) zijn een kleine familie van schildpadden uit de superfamilie Pelomedusoidea

## Evolutie, naam en indeling
Scheenplaatschildpadden zijn ontstaan in Gondwana (continent)Gondwana, dat echter 140 miljoen jaar geleden opsplitste. De huidige soorten zijn daardoor verspreid geraakt over verschillende continenten. De zes Zuid-Amerikaanse scheenplaatschildpadden en de monotypische soort Zuid-Amerikaanse grootkopschildpad zijn daardoor achtergebleven in Zuid-Amerika terwijl de eveneens monotypische madagaskarscheenplaatschildpad alleen op het oost-Afrikaanse eiland Madagaskar te vinden is.
De wetenschappelijke naam van de groep werd voor het eerst voorgesteld door Edward Drinker Cope in 1868. Er zijn acht moderne soorten, daarnaast zijn tientallen uitgestorven geslachten bekend. De naam Podocnemididae betekent vrij vertaald 'Podocnemis-achtigen en is afgeleid van de geslachtsnaam Podocnemis.
Volgens oudere indelingen moet deze hele familie als onderfamilie van de Pelomedusidae worden gezien (Podocnemidinae). Tegenwoordig worden de scheenplaatschildpadden naast de familie pelomedusa's tot de superfamilie Pelomedusoidea gerekend.

## Kenmerken
De soorten uit de familie scheenplaatschildpadden worden meestal niet groot; ongeveer 20 tot 30 centimeter. Grotere soorten kunnen tot vijftig cm lang worden en de grootste is de arrauschildpad (Podocnemis expansa) die een schildlengte kan bereiken tot 90 cm. De kop is relatief groot en is voorzien van krachtige kaken. Schildpadden hebben meestal meer dan vijftig chromosomen, scheenplaatschildpadden hebben er verhoudingsgewijs aanzienlijk minder. De Zuid-Amerikaanse grootkopschildpad (Peltocephalus dumerilianus) heeft met 26 het laagste aantal chromosomen.

## Levenswijze
Alle soorten zijn sterk aan het water gebonden. Waar de meeste schildpadden in het droge seizoen een overzomering op het land doorbrengen blijven sommige scheenplaatschildpadden in het overgebleven poeltjes achter waar ze dan in grote aantallen kunnen worden aangetroffen. Binnen de familie komen zowel alleseters, planteneters als vleeseters voor.

## Verspreiding en habitat
De schildpadden komen voor in delen van Zuid-Amerika. De madagaskarscheenplaatschildpad (Erymnochelys madagascariensis) is te vinden op Madagaskar in Afrika. De habitat bestaat uit vochtige tropische en subtropische laaglandbossen en verschillende typen draslanden zoals moerassen, meren, rivieren en vijvers.

## Beschermingsstatus
Door de internationale natuurbeschermingsorganisatie IUCN is aan zeven soorten een beschermingsstatus toegewezen. Drie soorten worden gezien als 'kwetsbaar' (Vulnerable of VU), een soort als 'van bescherming afhankelijk' (Lower Risk of LR) en twee soorten als 'ernstig bedreigd' (Critically Endangered of CR).

## Soorten
De familie omvat de volgende geslachten, met de auteur, het soortenaantal en het verspreidingsgebied.
| Naam                                                  | Auteur                 | Soorten | Verspreidingsgebied |
| ----------------------------------------------------- | ---------------------- | ------- | ------------------- |
| Erymnochelys                                          | Baur, 1888             | 1       | Madagaskar          |
| Peltocephalus                                         | Duméril & Bibron, 1835 | 1       | Zuid-Amerika        |
| Zuid-Amerikaanse scheenplaatschildpadden (Podocnemis) | Wagler, 1830           | 6       | Zuid-Amerika        |